# Трашиганг-дзонг

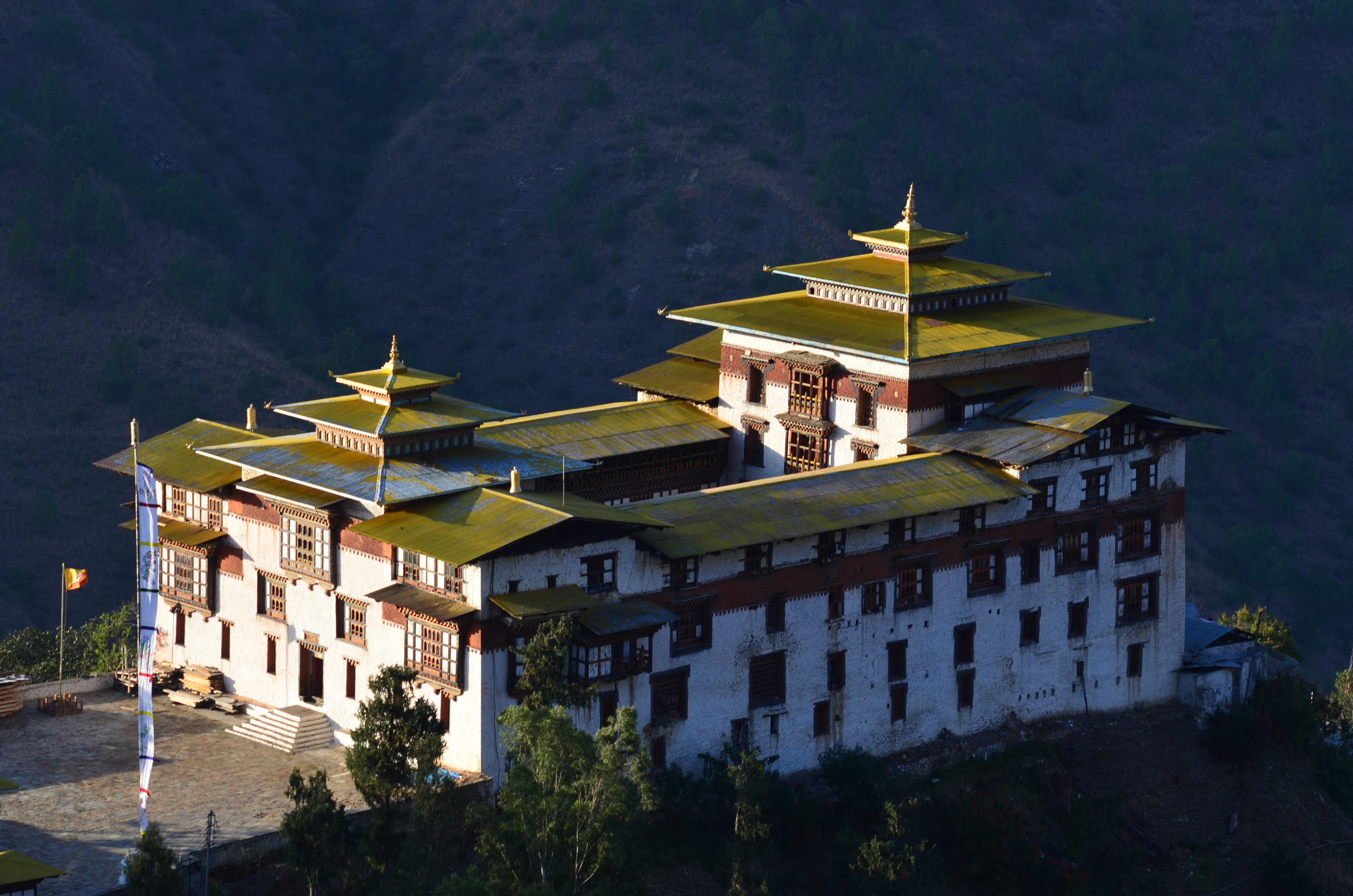
Трашиганг-дзонг

Трашиганг-дзонг (Дзонг-кэ: བཀྲ་ཤིས་སྒང་རྫོང, буквально «Крепость благоприятного холма») — один из крупнейших дзонгов Бутана, расположенный в городе Трашиганг в округе Трашиганг в Бутане. Крепость была построена в 1659 году для защиты от тибетских вторжений. В дзонге размещалась монашеская община, а также он выполнял функции центрального административного центра округа Трашиганг (а ранее — провинции Курмэйд), пока он не был перенесен в связи с проведением реставрации.

## История
Крепость была построена в 1659 году на уступе с крутыми обрывами с трех сторон, с видом на реки Дрангме-Чу и Гамри-Чу. Строительство дзонга было предсказано Нгавангом Намгьялом, который приказал пенлопу (правителю) провинции Тронгса (Тронгса-пенлопу) Чхогьялу Минджур Темпе сместить местных вождей и построить дзонг. Согласно легенде, вид дзонга напугал Тибетскую армию, которая отступила, отметив при этом, что дзонг был «небесным дзонгом и не стоял на земле». Дзонг был расширен Гьялце Тензин Рабджи в период с 1680 по 1694 год и дзонгпеном Дополой в 1936 году. Дзонг был освящен и назван Трашигангом Дуджомом Ринпоче. После Китайско-Индийской Войны 1962 года Бутан разрешил индийским солдатам, возвращающимся домой, проходить через Восточный Бутан. Однако они должны были сдать свои винтовки на хранение в оружейный склад в Дзонге и следовать через Бутан без оружия. Винтовки лежат в дзонге и по сей день. Каждый год в дзонге проводится четырехдневный фестиваль Трашиганг-Цечу, в котором участвуют около 1500 человек каждый день.

## Ремонт
В результате землетрясения в Бутане в 2009 году, эпицентр которого находился в 16 км от дзонга, в дзонге образовались широкие трещины. Партнерство между Всемирным фондом памятников, Фондом принца Клауса и Фондом Бутана сыграло важную роль в оказании помощи в проведении аварийного ремонта дзонга.

## Галерея

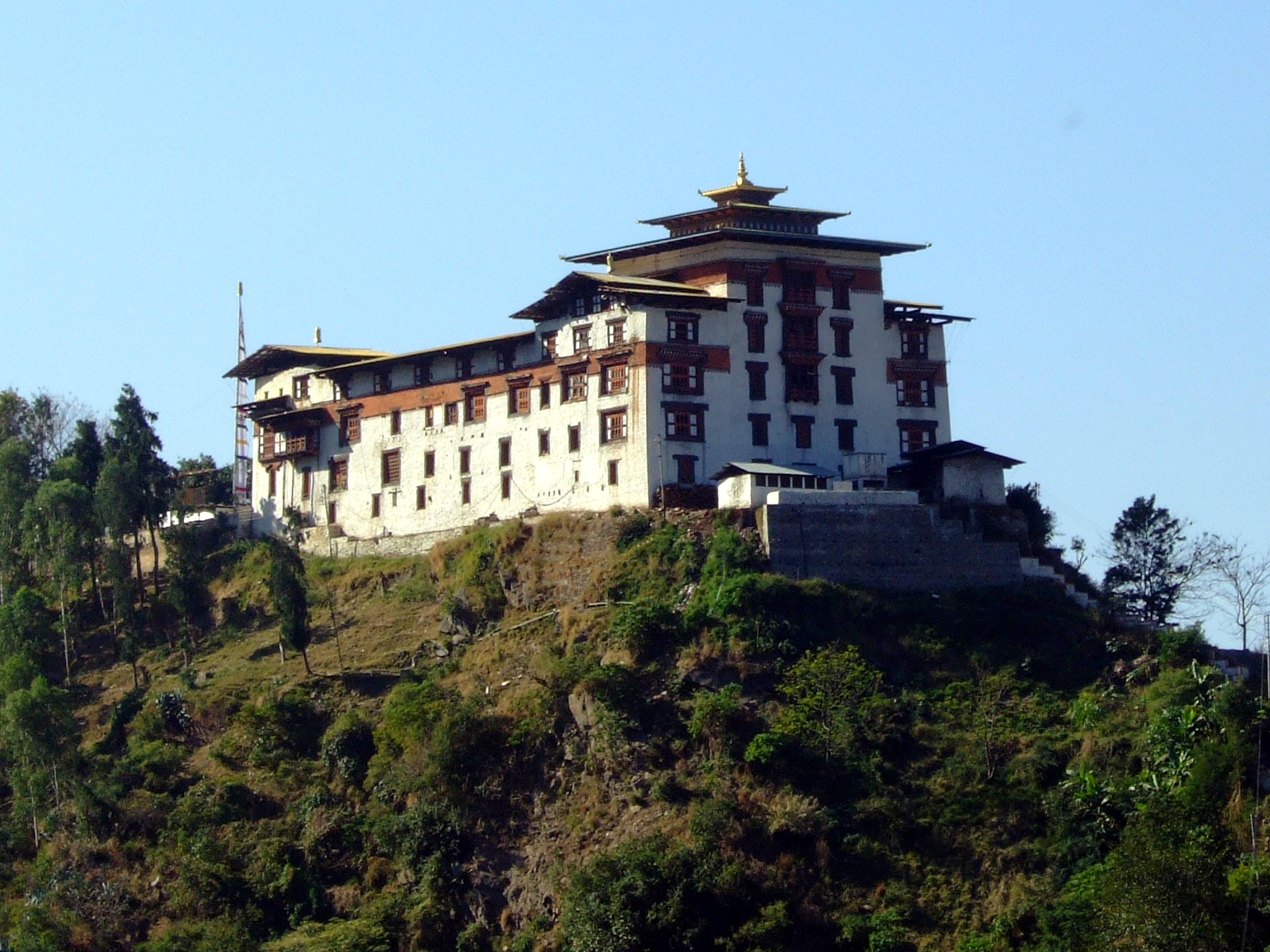
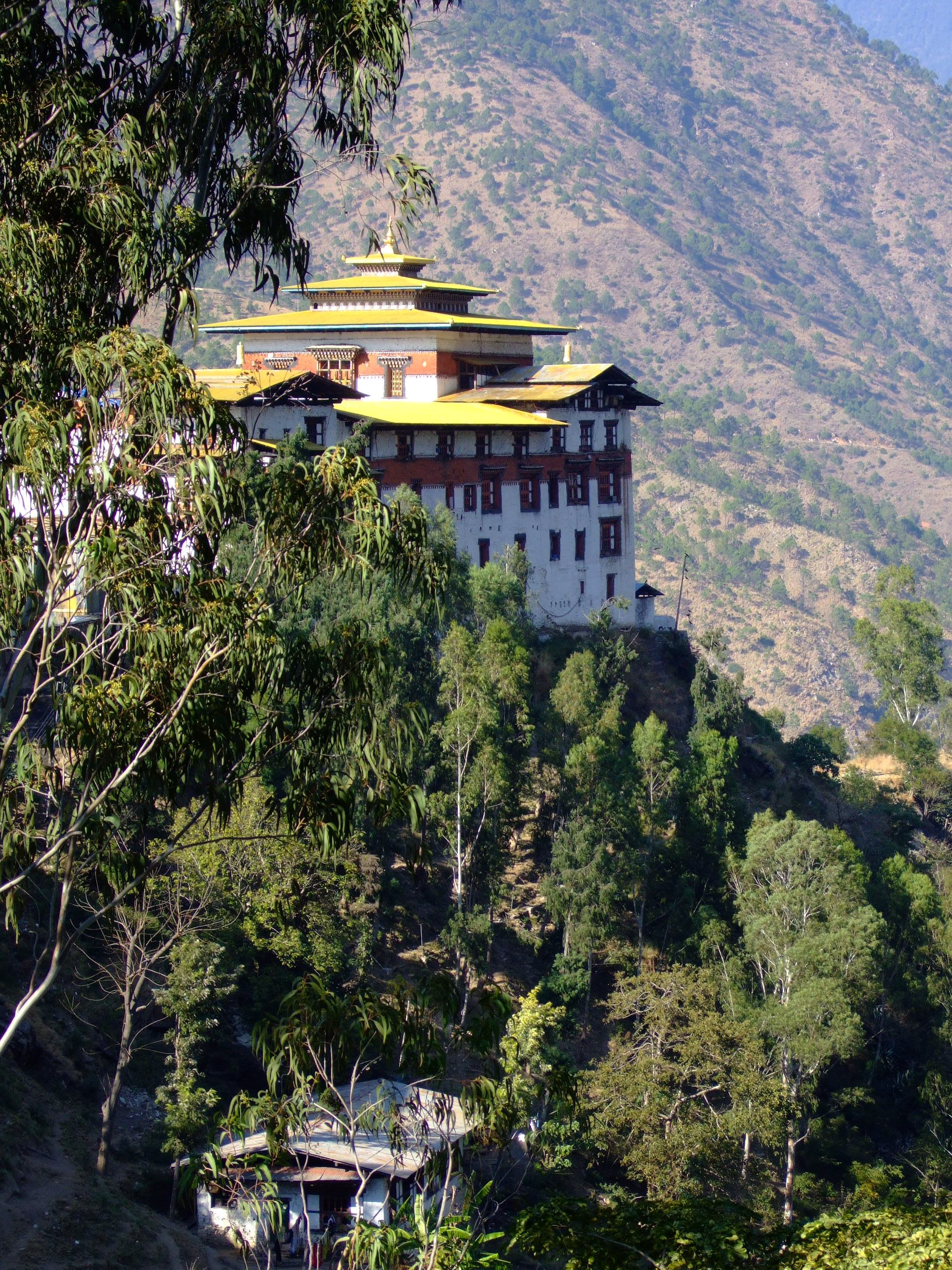
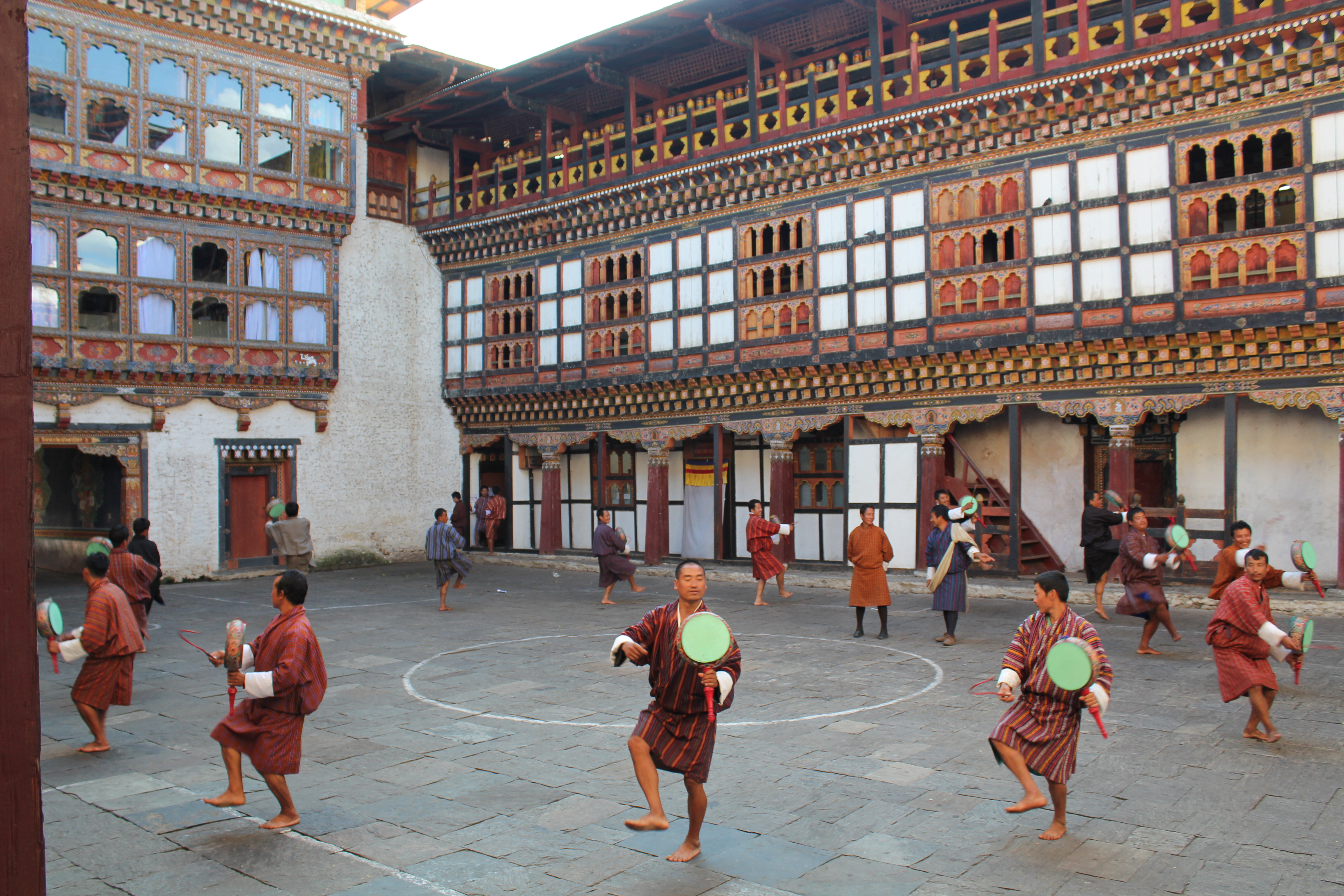